# Cornelius Lanczos

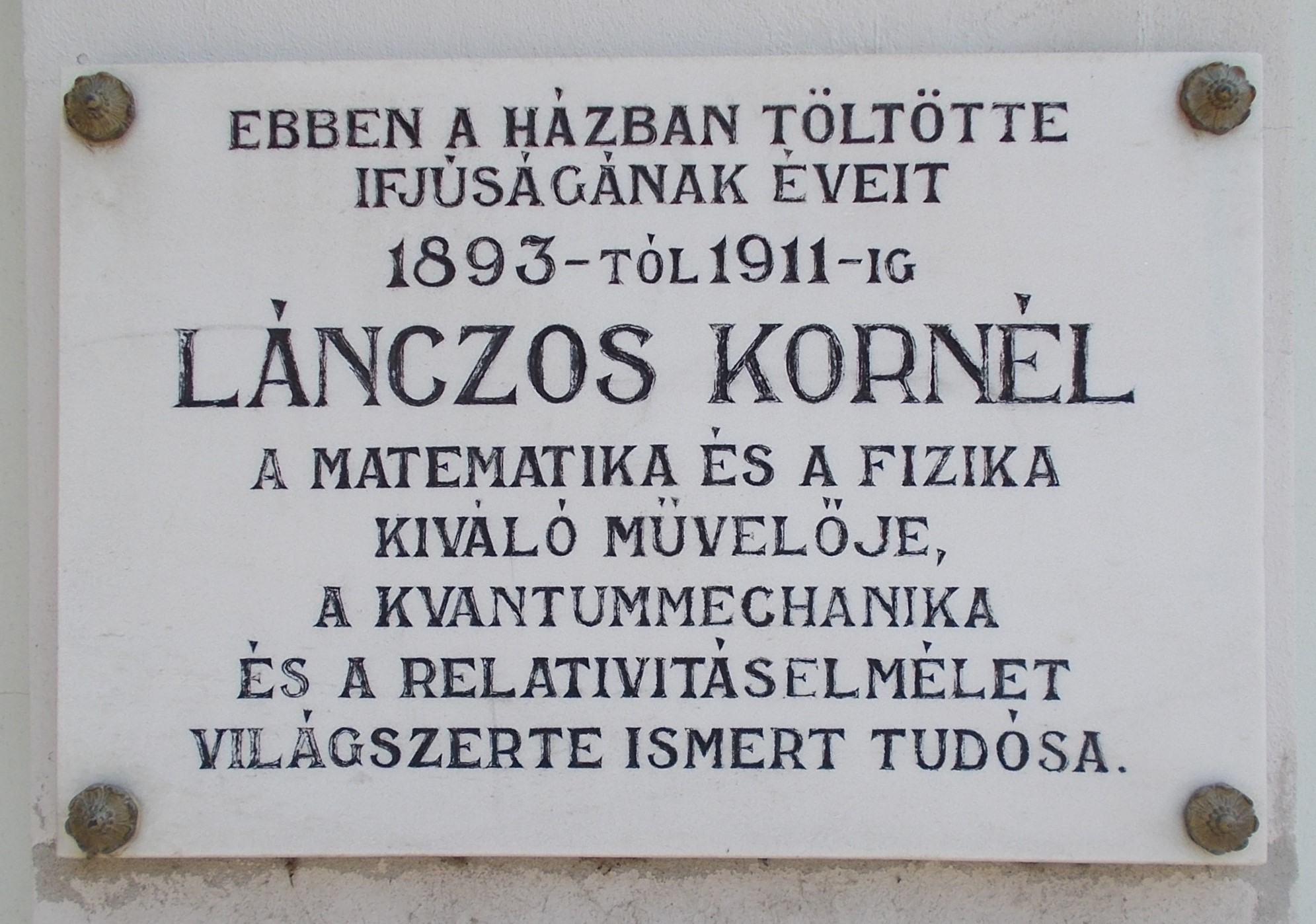
Tablica na elewacji budynku mieszkalnego z XVIII w. Fasada przebudowana w XIX wieku. Napis: „Kornél Lánczos spędził w tym domu lata swojej młodości od 1893 do 1911 roku, znakomity praktyk matematyki i fizyki, światowej sławy naukowiec mechaniki kwantowej i teorii względności”. Okręg Fejér, Węgry.

Cornelius Lanczos (węg. Lánczos Kornél, ur. jako Kornél Löwy 2 lutego 1893; zm. 25 czerwca 1974) – węgierski matematyk i fizyk.

## Życiorys
Jego praca doktorska, którą napisał w 1921 r., dotyczyła teorii względności. W 1924 r. znalazł rozwiązanie ogólnego równania pola, które pozwala na geometryczną interpretację grawitacji. To samo rozwiązanie zostało ponownie znalezione przez Willem Jacob Van Stockuma i zwane jest powszechnie mgłą Van Stockuma (Van Stockum dust). Stanowi ono jedno z łatwiejszych, jednoznacznych rozwiązań równań ogólnej teorii względności. Popularność tego rozwiązania wiąże się po części ze znanymi przykładami, takimi jak zamknięta pętla czasu (ang. closed timelike curve) czy też paradoks bliźniaków. W latach 1928–1929 Lanczos pracował jako asystent Einsteina. 
Był pionierem prac nad szybką transformatą Fouriera (1940), ale jego wkład nie przetrwał próby czasu. Dziś uważa się za początek prac w tym zakresie dopiero rok 1960. Niektórzy uważają jednak, że ojcem tej metody analitycznej był Carl Friedrich Gauss. 
Jego uznany wkład to: 
- tzw. algorytm Lanczosa dla znalezienia wartości własnej dużych, symetrycznych macierzy;
- przybliżenie Lanczosa dla znajdowania wartości funkcji gamma, pochodzące z czasu pracy w National Institute of Standards and Technology w USA (po roku 1949);
- tzw. tensor Lanczosa (1962).

Był wybitnym nauczycielem fizyki. Był autorem m.in. The Variational Principles of Mechanics (1949). W czasie ery Makkartyzmu podejrzewano Lanczosa o kontakty z komunistami, co skłoniło go do opuszczenia USA i udania się do Dublina w 1952 r., gdzie trafił do Institute for Advanced Science. 
Historycznie należy on do generacji węgierskich uczonych końca XIX i początku XX w. (1890-1910), którzy uznanie i sławę zdobyli poza granicami Węgier. Należeli do niej tacy uczeni jak: Edward Teller, John von Neumann, Eugene Wigner, Zoltán Bucht, Albert Szent-Györgyi i inni.